# Väddklintskinnbagge
Väddklintskinnbagge (Oncotylus viridiflavus) är en art i insektsordningen halvvingar som tillhör familjen ängsskinnbaggar.

## Kännetecken
Väddklintskinnbaggen är en ganska stor och till kroppsformen långsmal ängsskinnbagge med en kroppslängd på 6,8 till 7,5 millimeter. Den har svarta teckningar i form av större och mindre fläckar på huvud, halskköld, skutell och ben. Ofta finns en större fläck mitt på huvudet, fyra större fläckar på halsskölden och två större fläckar längs skutellens sidor. Grundfärgen på kroppen är grön och benen är gröngula. Täckvingarna har svaga antydningar till mörka band. Antennerna är långa och gröngula med en mörkare markering på mitten.

## Utbredning
Väddklintskinnbaggen finns i södra och mellersta Europa och österut till Krim och Mindre Asien. Den finns också i England. I Sverige har den endast hittats på Öland. Detta är också dess enda kända förekomst i Norden.

### Status
I Sverige är väddklintskinnbaggen rödlistad. I 2005 års rödlista upptogs den som starkt hotad. Detta ändrades 2010 till sårbar, och 2015 till nära hotad. Främsta hoten är kraftigt betestryck och slåtter av vägrenar, som kan leda till att deras värdväxt, väddklint, försvinner.

## Ekologi
I Sverige lever väddklintskinnbaggen endast på väddklint, särskilt på blomhuvuden och omogna frön. Längre söderut i utbredningsområdet lever den även på svartklint. Som andra halvvingar har den en ofullständig förvandling med genomgång av utvecklingsstadierna ägg, nymf och imago. Honan lägger ägg i början av augusti, i stjälken under väddklintens blomställning. Äggen övervintrar och kläcks till nymfer i slutet av juni eller tidigt i juli året därpå. I slutet av juli eller tidigt i augusti blir de fullbildade insekter. Dessa fortplantar sig och dör sedan i september.